# Ingolstadt
Ingolstadt est une ville d'Allemagne, en Bavière, située au bord du Danube.
Avec 145 209 habitants, au 31 mars 2025, c'est la sixième plus importante ville de Bavière. Depuis mai 2020, Michael Kern (de) en est le bourgmestre.
La ville accueille les quartiers généraux du constructeur automobile Audi, la maison-mère du groupe Media-Saturn-Holding, responsable des enseignes Media Markt et Saturn, et le siège du groupe sociétés du secteur des boissons BHB Brauholding Bayern-Mitte.
La ville d'Ingolstadt est aussi connue pour son château fort qui a servi, durant la Première Guerre mondiale, de prison aux officiers dits « remuants ». Il compte parmi ses prisonniers les futurs généraux De Gaulle et Catroux et le futur maréchal Toukhatchevski.

## Arrondissements
- Mitte : Brückenkopf, Altstad, Probierlweg, Gerolfinger Straße, Im Freihöfl.
- Nordwest : Gabelsbergerstraße, Nordbahnhof, Herschelstraße, Piusviertel, Auto-Union-Bezirk, Richard-Strauß-Straße.
- Nordost : Schlachthofviertel, Josephsviertel, Gewerbegebiet Nordost, Am Wasserwerk, Schubert & Salzer-Bezirk, Konradviertel.
- Südost : Ringsee, Kothau, Augustinviertel, Monikaviertel, Gewerbegebiet Südost, Niederfeld, Rothenturm, Am Auwaldsee.
- Südwest : Am Südfriedhof, Haunwöhr, Hundszell, Buschletten.
- West : Gerolfing, Irgertsheim, Pettenhofen, Mühlhausen, Dünzlau.
- Etting : Etting Ost, Etting West.
- Oberhaunstadt : Oberhaunstadt, Unterhaunstadt, Müllerbadsiedlung.
- Mailing : Feldkirchen, Mailing (Fort Wrede), Mailing Süd, Mailing Nord.
- Süd : Zuchering Süd, Zuchering Nord, Winden, Hagau, Oberbrunnenreuth, Spitalhof, Unterbrunnenreuth, Stangletten.
- Friedrichshofen : Hollerstauden, Friedrichshofen, Gaimersheimer Heide.
- Münchener Straße : Antonviertel, Bahnhofsviertel, Unsernherrn.

## Histoire
| Appartenances historiques Duché de Bavière 907–1255 Duché de Haute-Bavière 1255–1353 Duché de Bavière-Landshut 1353-1392 Duché de Bavière-Ingolstadt 1392-1447 Duché de Bavière-Landshut 1447-1505 Duché de Bavière 1505–1623 Électorat de Bavière 1623–1806 Royaume de Bavière 1806–1918 République de Weimar 1918–1933 Reich allemand 1933–1945 Allemagne occupée 1945–1949 Allemagne 1949–présent |

### Préhistoire et Antiquité
On a retrouvé lors de fouilles un cimetière du premier âge du bronze daté d'environ 1800 av. J.-C. : le village qui se trouvait à proximité est la première trace d'habitation connue à cet endroit. Vers 1000 av. J.-C. et pendant les 450 années qui suivent, on trouve dans le quartier de Zuchering les traces d'un habitat de la civilisation des champs d'urnes, sans doute le plus étendu d'Europe connu à ce jour. L'arrivée des Celtes dans la région peut être datée de 450 av. J.-C. avec les vestiges de Manching. Les Celtes furent à leur tour chassés par les Germains vers 100 av. J.-C..
La première mention écrite d'Ingolstadt se trouve dans un capitulaire de Charlemagne daté du 6 février 806, avec la graphie Ingoldestat, les états d'Ingold. Ingolstadt faisait partie dès le début du diocèse d'Eichstätt, fondé en 741 et à ce titre fait partie de la province ecclésiastique de Mayence.

### Moyen Âge

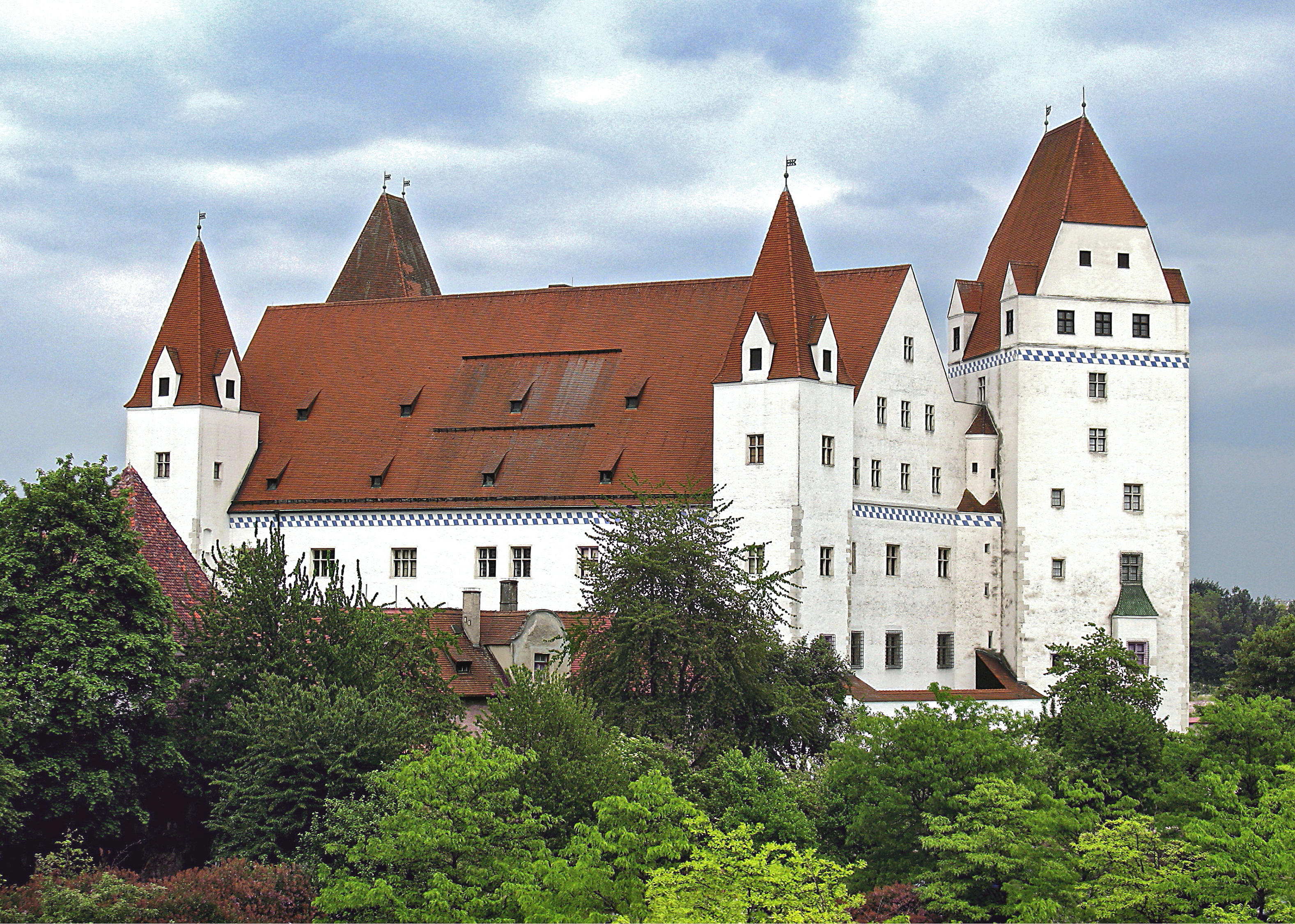
Le Château nouveau d'Ingolstadt

La ville obtient une charte vers 1250 et peu après le droit de battre monnaie. Elle est capitale ducale pendant trois ans sous le règne de Louis IV de Bavière, puis à nouveau de 1392 à 1447 sous les règnes d'Étienne le Pacifique et de Louis le Barbu, ducs de Bavière-Ingolstadt. Isabeau, la fille d'Étienne, épouse le roi de France Charles le Fol. De 1447 à 1505 la région faisait de nouveau parti du Duché de Bavière-Landshut. De 1470 à 1490 les ducs construisirent le Château nouveaux d'Ingolstadt qui est aujourd'hui le musée de l'armée bavaroise.

### Époque moderne
C'est à Ingolstadt, échue à la mort du duc Louis aux Wittelsbach de Landshut, qu'est fondée en 1472 l'université d'Ingolstadt, la première université de Bavière. Celle-ci sera transférée à Landshut en 1800 puis à Munich en 1826 (l'actuelle Université Louis-et-Maximilien).
C’est aussi dans cette ville qu'est promulgué le 23 avril 1516 par Guillaume IV de Bavière le décret de pureté sur la bière, remis en cause à la fin du XXe siècle dans le cadre de la réglementation européenne. Ce décret prescrit que la bière ne doit être brassée qu’avec de l’eau, du malt et du houblon.

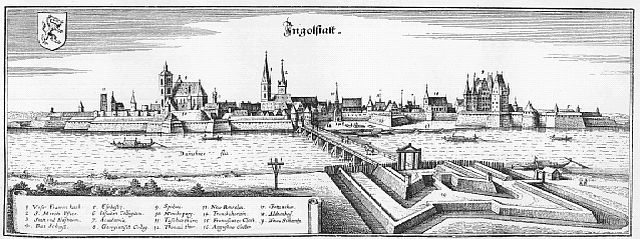
Eau-forte tirée de la Topographia Germaniæ de Matthäus Merian (vers 1644).

Ingolstadt devient une place forte en 1537, ce qui valut à la ville le surnom de « bastion » ; encore de nos jours, plusieurs habitants d'Ingolstadt aiment à se surnommer « les bastionnés ».
Le chef de la Ligue Catholique, Jean Tserclaes, comte de Tilly, y meurt des suites d’une blessure reçue lors de l’assaut sur Rain am Lech le 5 avril 1632, pendant la Guerre de Trente Ans.
La ville est assiégée quelques jours plus tard par Gustave II Adolphe de Suède. Le matin du 30 avril, le cheval du roi, un « pommelé de Suède », le cheval gris de Suède, est touché par une balle à la jambe, s'affaisse en coinçant Gustav Adolphe sous son poids. Le roi en ressort indemne, à l'exception de quelques ecchymoses aux jambes, alors que le fils du margrave, Christoph von Baden-Durlach (1603–1632) (de), chevauchant à côté de lui, est mortellement touché à la tête. Le roi et son compagnon mort sont transportés dans le camp des Suédois, tandis que sa monture reçoit le coup de grâce. Dans la nuit du 3 au 4 mai, après l'incendie du principal camp suédois dans le village d'Oberstimm, l'armée suédoise se retire. Les habitants transportent le cheval mort dans leur ville et le naturalisent. Il y est exposé au musée de la ville, constituant une des plus vieilles préparations taxidermiques d’Europe.
Mary Shelley fera de son personnage Victor Frankenstein un étudiant et un savant d'Ingolstadt des années 1700 : c'est peut-être dans cette ville qu'elle conçut ce personnage (le roman parut en 1818). Un défilé nocturne a lieu chaque année pour commémorer cet étudiant illustre.
Adam Weishaupt y fonde l'ordre des Illuminés de Bavière le 1er mai 1776.

Les fortifications sont détruites en 1800 par les Français, mais sont reconstruites entre 1828 et 1848. Dès 1871, le gouvernement allemand revoit profondément le système défensif de la ville, construisant notamment des forts de type fort von Biehler autour de l’agglomération.

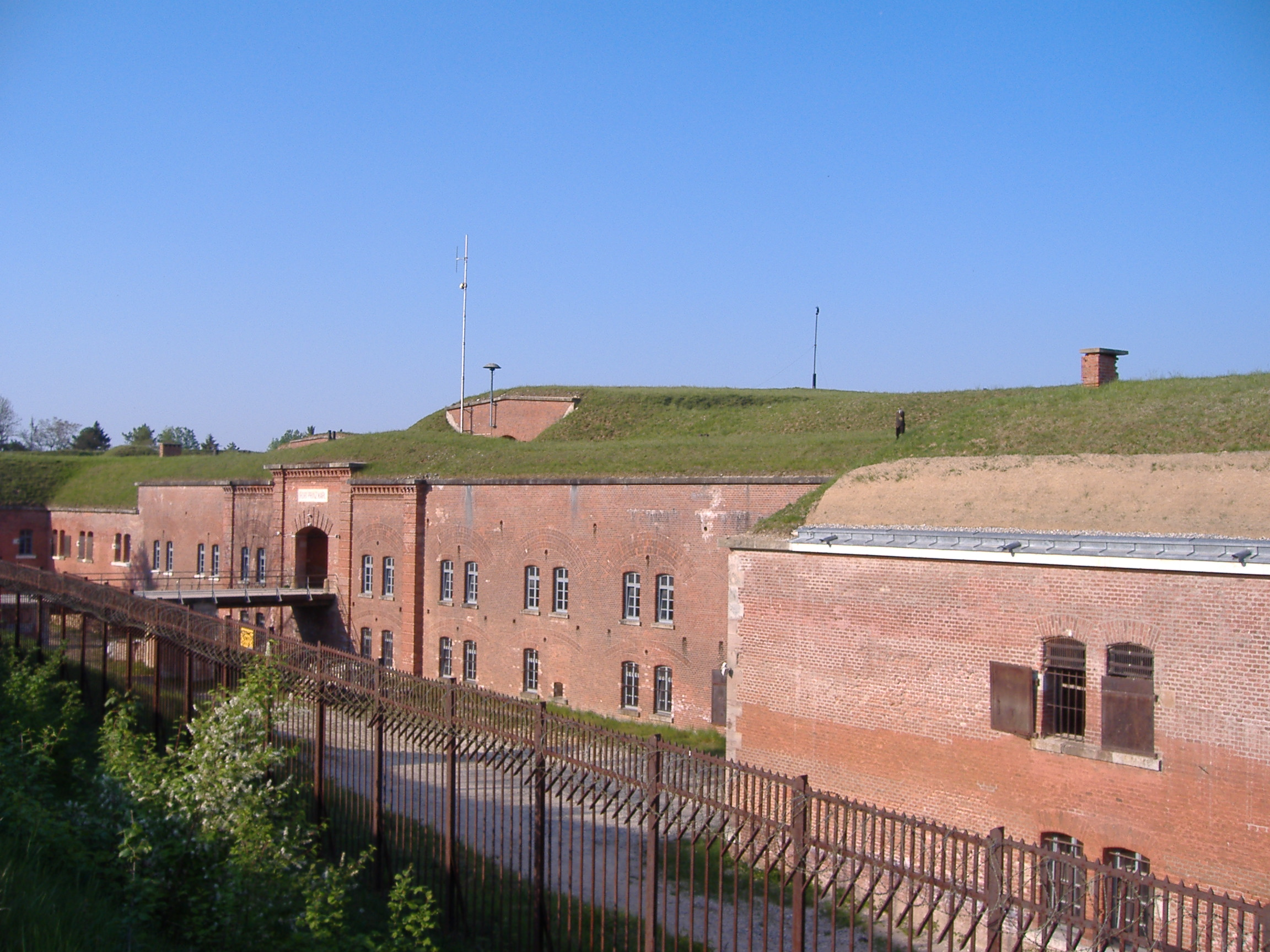
La forteresse d'Ingolstadt qui servait de camp de prisonniers de guerre pendant la Première Guerre mondiale

### Époque contemporaine
Au cours de la Première Guerre mondiale, Ingolstadt a été temporairement occupé par environ 40 000 soldats. Le fort a servi de camp de prisonniers de guerre et trois hôpitaux de campagne ont été installés dans la ville. Les plus célèbres prisonniers de guerre de la Première Guerre mondiale ont été plus tard Charles de Gaulle, Mikhaïl Toukhatchevski et Rémy Roure. À partir de 1916, il y a eu une grave pénurie de nourriture.
Ingolstadt reste une forteresse jusque dans l'entre-deux-guerres, quand Hitler lui retire ce statut.
Ingolstadt est plusieurs fois la cible des bombardements alliés en 1945. Les quartiers sud et est, ainsi que le quartier de la gare ont été les plus touchés : outre les maisons, le théâtre, la halle au sel, l'église Saint-Antoine, les bâtiments administratifs, ainsi que toute la place de l'hôtel de ville ont été détruits. Mais la perte la plus regrettable est celle de l'église baroque des Augustins, œuvre de Johann Michael Fischer. Cent personnes qui s'y étaient abritées y trouvèrent la mort.
La ville est occupée le 26 avril 1945 par les unités du 20e corps de la 3e armée américaine. La ville devient le quartier général américain pendant l'occupation alliée.

## Politique et administration

### Élections municipales de 2020

#### Bourgmestre
| Partis                   | Partis                                     | Candidats                | Premier tour | Premier tour | Premier tour | Second tour | Second tour |
| Partis                   | Partis                                     | Candidats                | Voix         | %            | +/-          | Voix        | %           |
| ------------------------ | ------------------------------------------ | ------------------------ | ------------ | ------------ | ------------ | ----------- | ----------- |
|                          | Union chrétienne-sociale en Bavière (CSU)  | Christian Lösel          | 15 465       | 33,73        | 18,89        | 23 479      | 40,72       |
|                          | Parti social-démocrate d'Allemagne (SPD)   | Christian Scharpf        | 15 427       | 33,65        | 5,30         | 34 183      | 59,28       |
|                          | Alliance 90 / Les Verts (Grünen)           | Petra Kleine             | 4 240        | 9,25         | 3,85         |             |             |
|                          | Électeurs libres (FW)                      | Hans Stachel             | 3 808        | 8,31         | Nv.          |             |             |
|                          | Communauté citoyenne d'Ingolstadt (BGI)    | Christian Lange          | 2 228        | 4,86         | 2,23         |             |             |
|                          | Die Linke                                  | Christian Pauling        | 1 560        | 3,40         | 1,76         |             |             |
|                          | Parti libéral-démocrate (FDP)              | Jakob Schaüble           | 1 160        | 2,53         | 1,17         |             |             |
|                          | Démocrates indépendants d'Ingolstadt (UDI) | Jürgen Köhler            | 1 083        | 2,36         | Nv.          |             |             |
|                          | Parti écologiste-démocrate (ÖDP)           | Raimund Köstler          | 872          | 1,90         | 0,12         |             |             |
|                          |                                            |                          |              |              |              |             |             |
| Votes valides            | Votes valides                              | Votes valides            | 45 843       | 98,86        |              | 57 662      | 99,68       |
| Votes blancs et nuls     | Votes blancs et nuls                       | Votes blancs et nuls     | 529          | 1,14         | 186          | 0,32        |             |
| Total                    | Total                                      | Total                    | 46 372       | 100          | -            | 57 848      | 100         |
| Abstention               | Abstention                                 | Abstention               | 54 721       | 54,13        |              | 46 347      | 42,76       |
| Inscrits / participation | Inscrits / participation                   | Inscrits / participation | 101 093      | 45,87        | 101 068      | 57,24       |             |

Christian Scharpf bat le maire sortant Christian Lösel à l'issue d'un second tour où il remporte presque 60 % des voix.

#### Conseil municipal

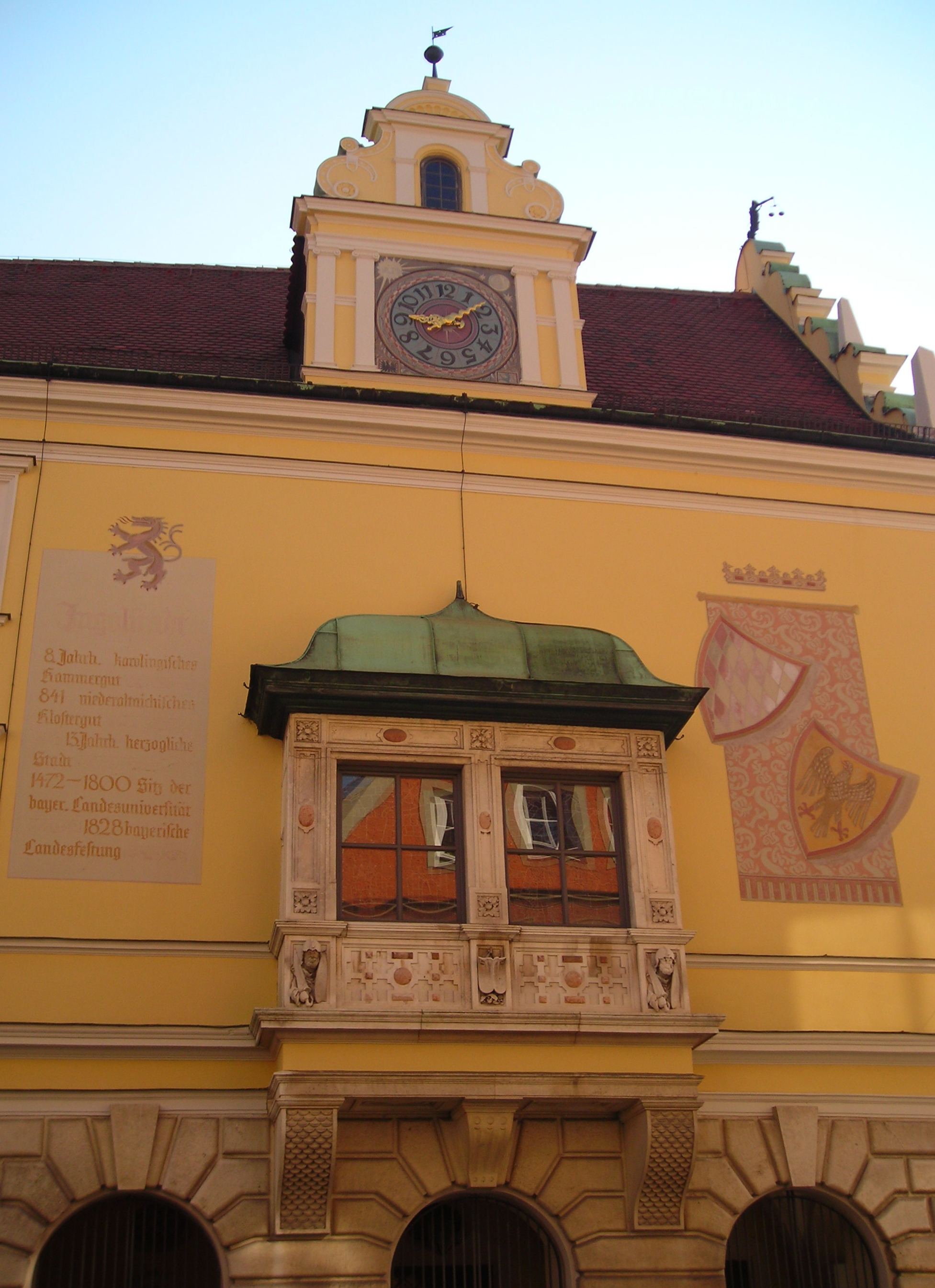
L'ancien hôtel de ville d'Ingolstadt.

|                           |                                            |         |       |      |        |               |
| Parti                     | Parti                                      | Voix    | %     | +/-  | Sièges | +/-           |
|                           | Union chrétienne-sociale en Bavière (CSU)  | 546 260 | 26,78 | 17,8 | 13     | 9             |
|                           | Parti social-démocrate d'Allemagne (SPD)   | 356 432 | 17,48 | 1,9  | 9      | 1             |
|                           | Alliance 90 / Les Verts (Grünen)           | 310 736 | 15,24 | 5,1  | 8      | 3             |
|                           | Électeurs libres (FW)                      | 160 734 | 7,88  | 2,9  | 4      | 1             |
|                           | Alternative pour l'Allemagne (AfD)         | 155 453 | 7,62  | Nv.  | 4      | 4             |
|                           | Communauté citoyenne d'Ingolstadt (BGI)    | 98 000  | 4,81  | 1,1  | 2      | en stagnation |
|                           | Démocrates indépendants d'Ingolstadt (UDI) | 93 789  | 4,60  | Nv.  | 2      | 2             |
|                           | Die Linke                                  | 90 090  | 4,42  | 1,4  | 2      | en stagnation |
|                           | Parti écologiste-démocrate (ÖDP)           | 83 890  | 4,11  | 0,5  | 2      | en stagnation |
|                           | Parti libéral-démocrate (FDP)              | 72 150  | 3,54  | 1,4  | 2      | 1             |
|                           | Union des jeunes de Bavière (JU)           | 71 957  | 3,53  | Nv.  | 2      | 2             |
|                           |                                            |         |       |      |        |               |
| Suffrages exprimés        | Suffrages exprimés                         | 44 916  | 97,1  |      |        |               |
| Votes blancs et invalides | Votes blancs et invalides                  | 1 343   | 2,90  |      |        |               |
| Total                     | Total                                      | 46 259  | 100   | -    | 50     | en stagnation |
| Abstentions               | Abstentions                                | 54 842  | 54,24 |      |        |               |
| Inscrits / participation  | Inscrits / participation                   | 101 101 | 45,76 |      |        |               |

## Enseignement
- Collège jésuite d'Ingolstadt

## Sport
- ERC Ingolstadt (DEL)
- FC Ingolstadt 04 (Championnat d'Allemagne de football)

## Jumelage
La ville d'Ingolstadt est jumelée avec :
- Carrare (Italie) depuis le 2 juin 1962
- Foshan (Chine) depuis le 22 janvier 2014
- Grasse (France) depuis le 7 mai 1963
- Győr (Hongrie) depuis le 8 novembre 2008
- Kirkcaldy (Écosse) depuis le 3 septembre 1962
- Kragujevac (Serbie) depuis le 3 juillet 2003
- Manisa (Turquie) depuis le 30 novembre 1998
- District administratif central de Moscou (Russie) depuis le 8 novembre 1995
- Murska Sobota (Slovénie) depuis le 30 mars 1979
- Opole (Pologne) depuis le 4 novembre 2005
- Legmoin (Burkina Faso) en projet.

## Monuments
- Église Saint-Maurice : église gothique, avec des fondations romanes.

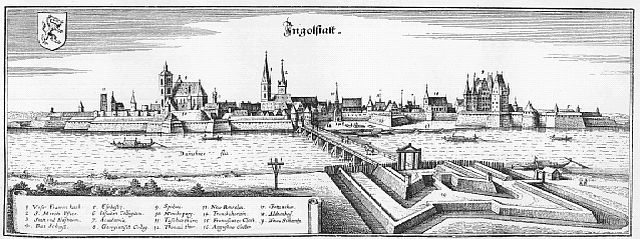
Ingolstadt vers 1644, gravure de la Topographia Germaniae de Matthäus Merian
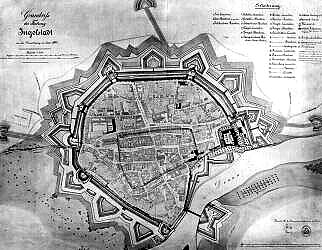
La forteresse en 1800.
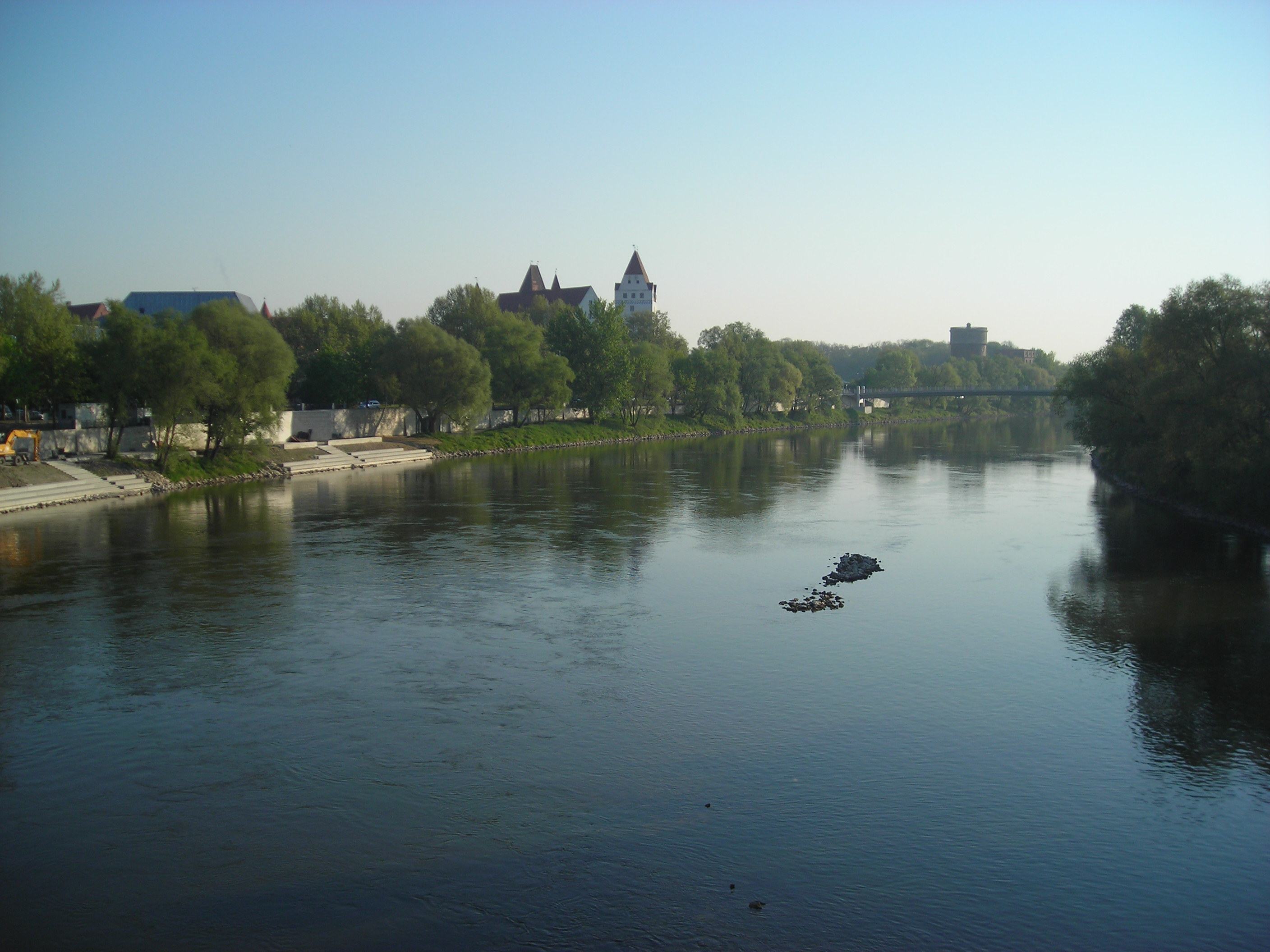
le Danube à Ingolstadt.
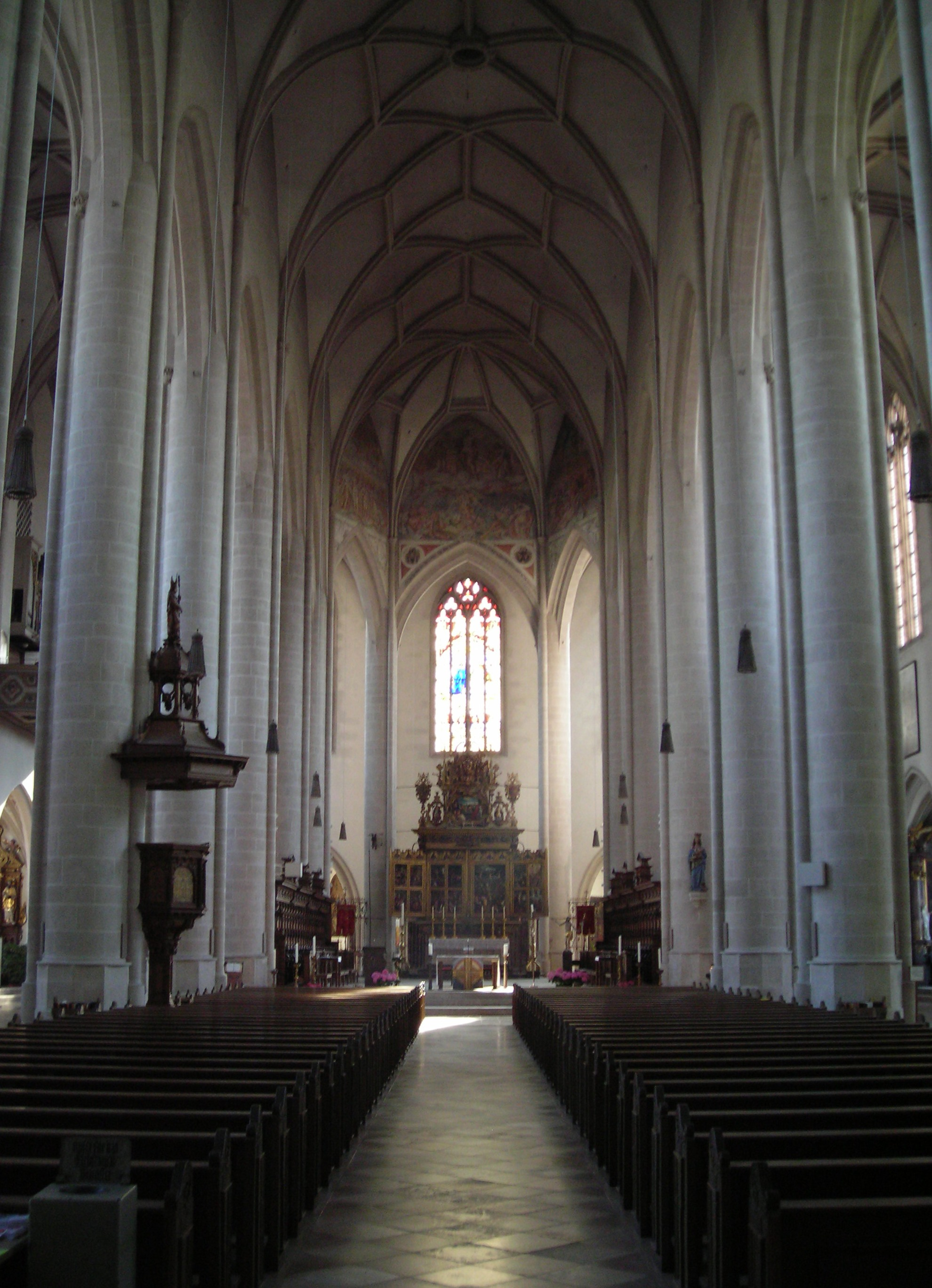
Église Notre-Dame de l'Assomption : église franciscaine au décor baroque.
- Église Notre-Dame des Victoires (de) : chef-d'œuvre rococo des Frères Asam, appelée aussi Asamkirche.
- Liebfrauenmünster (Église Notre-Dame): église avec un retable de Hans Mielich. Contient la tombe du théologien Johannes Eck.